# Anacroneuria plutonis
Anacroneuria plutonis är en bäcksländeart som först beskrevs av Banks 1914.  Anacroneuria plutonis ingår i släktet Anacroneuria och familjen jättebäcksländor. Inga underarter finns listade i Catalogue of Life.